# The Birds on the Trees
The Birds on the Trees è un romanzo di Nina Bawden del 1970. Il romanzo è stato scelto tra i sei finalisti del Lost Man Booker Prize assegnato nel 2010.

## Trama
Toby Flower è un giovane timido che si è fatto crescere i capelli lunghi e ha cominciato ad indossare un burnus. I genitori cadono nella disperazione quando Toby viene espulso dalla scuola perché assume droghe. Senza sapere che cosa fare per aiutare il loro figlio, Charlie e Maggie Flower continuano a proiettare i propri obiettivi e le proprie aspirazioni sul figlio: pianificano il suo andare all'università, nonostante l'affermazione di Toby che non è interessato a proseguire gli studi. Toby fugge da quella atmosfera soffocante, andandosene di casa e trasferendosi a Londra, dove vive in un seminterrato senza tenersi in contatto con i suoi genitori.
Charlie e Maggie Flower si rivolgono a uno psichiatra loro amico che accetta di ricoverare Toby per una malattia mentale. Si dà il caso che a Londra fa amicizia Toby con Ermia, figlia giovane ma poco attraente dello psichiatra, e la mette incinta. Quando i loro genitori convincono Ermia ad avere un aborto, involontariamente tagliano l'ultimo legame con il loro figlio. Toby riprende Ermia dalla casa dei suoi genitori, e la giovane coppia si trasferisce con la nonna materna di Toby, una donna fragile che è stata da sempre in sintonia con le esigenze dei giovani.